# Service technique de l'aéronautique
Le Service technique de l'aéronautique ou Section technique de l'aéronautique (STAé) est un organisme étatique français chargé de coordonner les études concernant l'aéronautique. Créé en 1916 sous le nom de Section technique de l'aéronautique, l'institution existera jusqu'en 1980 où, à la suite d'une refonte des différents organismes en rapport avec l'aviation, elle verra ses attributions réparties dans différents services dont le Service technique des programmes aéronautiques (DGA).

## Historique
En 1877 est créé l'Établissement central de l'aérostation militaire de Chalais-Meudon, premier laboratoire aéronautique au monde. Ce laboratoire avait pour mission de concevoir l'ensemble du matériel aérostatique militaire français à partir de composants réalisés dans l'industrie et de former les hommes à son utilisation.
Au début de 1916 survient une crise de l'aviation dans l'armée française, les avions français sont surpassés en performances et en armement. L'absence de coordination technique entraîne un désaccord entre les vues et désirs du commandement et les possibilités matérielles des constructeurs, qui aboutit à des retards de développement et à des impasses technologiques. À l'instigation du sous-secrétaire d'État à l'Aéronautique René Besnard et du général Gallieni – ministre de la Guerre –, la Section technique de l’aéronautique est créée le 21 février 1916, en déchargeant le Service des fabrications de l'aéronautique (SFA) des questions concernant les avions nouveaux. Sa direction est confiée au commandant Émile Dorand qui est alors chef du laboratoire d'aéronautique de Chalais-Meudon. La Section technique de l’aéronautique s’installe à Issy-les-Moulineaux et y crée l’Établissement d’expériences techniques d’Issy-les-Moulineaux qui regroupe les moyens d’essais au sol. Cet établissement spécial mis à la disposition du ministère de la Guerre, son but est de diriger, coordonner et centraliser les études nouvelles et les expérimentations concernant l’aéronautique militaire,. Elle est alors organisée autour de trois directions, aviation, armement, invention. L'une des premières choses mise en place est la définition d'une « atmosphère standard » afin de pouvoir comparer les performances des différents appareils testés. Pendant la guerre, il a été chargé de trois missions principales : 
- prendre l'initiative des programmes techniques pour mettre en corrélation les demandes du commandement avec les possibilités matérielles du moment ;
- déterminer rigoureusement les performances des appareils présentés par les différents constructeurs afin d'améliorer la connaissance des lois de l'aéronautique ;
- aménager et armer les aéronefs pour concilier les attentes du commandement et les capacités techniques des avions.

Les premières missions de la STAé furent de mettre au point un avion d'observation à hélice tractive pour permettre aux appareils de se défendre contre les nouveaux chasseurs Fokker attaquant par l'arrière, de pousser à la réalisation d'un chasseur français permettant aussi le tir à travers le disque de l'hélice, et d'assurer la mise au point de bimoteurs triplaces d'observation. Une fois ces problèmes résolus, la STAé s'intéressa aux moteurs, en poussant les constructeurs à les rendre plus puissants et plus légers.
Le 6 avril 1918, une décision ministérielle fixe les attributions de la STAé qui est chargée des prototypes, des essais et des études, et est divisée en cinq services (avions, moteurs, armement, essais en vol et inventions). 

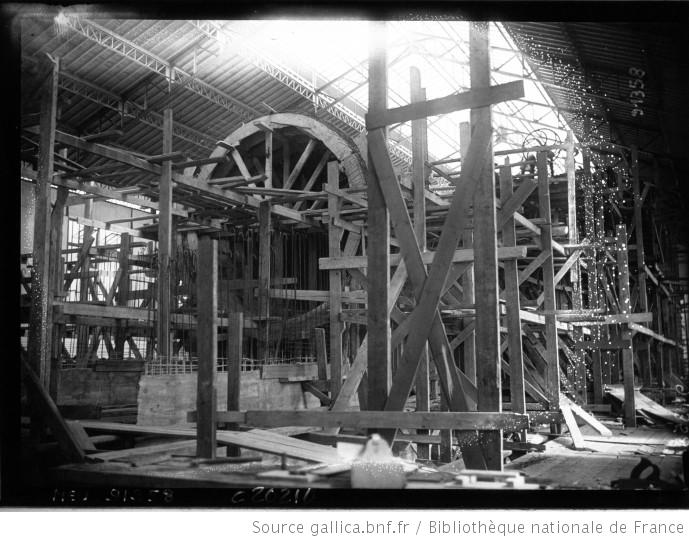
Soufflerie automatique en construction à Issy-les-Moulineaux en 1921.

Le 6 juin 1919, l'Office de coordination générale de l'aéronautique est créé par décret et est rattaché à la direction de l'aéronautique militaire du ministère de la Guerre. Il rassemble le Service technique de l'aéronautique (STAé), le Service des fabrications de l'aéronautique (SFA) ainsi que le Service de la navigation aérienne (SNAé).
En juin 1920, l'Office de coordination générale de l'aéronautique est placé sous la tutelle du sous-secrétariat d'État à l'Aéronautique dépendant du ministère des Travaux publics. L'un des rôles alors dévolus au STAé consistait à établir des règles que les constructeurs devaient respecter lors de la conception d'aéronefs, afin de les rendre plus sûrs. Ainsi entre la fin de la guerre et 1925, le règlement du STAé interdisait entre autres de concevoir des avions dotés d'un plan fixe avec un calage positif ou nul et obliger les appareils à avoir un centrage compris entre le tiers et le quart de l'aile moyenne.
En 1934, sous le ministère du général Victor Denain, la Direction générale de l’aéronautique est remplacée par la Direction des constructions aériennes, au sein de laquelle sont créés le Service technique aéronautique (STAé) et le Service de la production aéronautique (SPAé).
Jusqu'en 1939-1940, le STAé tente de normaliser les matériels et produits destinés à l'aéronautique civile et militaire dans le cadre de la réglementation propre au ministère de l'Air. L'administration élaborait des normes en consultant l'industrie, mais l'approbation des normes et leur mise en application avait un caractère autoritaire de réglementation. En mai 1940, le STAé se replie sur Roanne.
En 1945, l'Inspecteur général Merle, alors directeur du STAé crée une section des « engins spéciaux » (STAé/ES) après s'être intéressé aux missiles. Plusieurs autres sections virent le jour au fil des années dont les sections « voilure tournante », « équipement », « moteurs », « armement »...
Le 1er janvier 1980, le STAé, le SPAé et le STTA (Service technique des télécommunications de l'air) voient leurs attributions redistribuées au sein de trois nouveaux services, :
- le STPA, Service technique des programmes aéronautiques, issu de la fusion du STAé et du SPAé pour les aéronefs et tout ce qui concerne le véhicule et ses constituants, chargé de la conduite des programmes, y compris leurs systèmes d’armes ;
- le STTE, Service technique des télécommunications et des équipements aéronautiques, issu de la fusion du STTA et d’une partie du STAé et du SPAé concernant équipements et armements, chargé notamment de l’ensemble des domaines de l’électronique relevant de la DTCA, au sol et à bord ;
- le SCPM, Service central de la production, des prix et de la maintenance, regroupant des activités de synthèse au profit des deux autres services ou de l’ensemble de la direction.

## Les directeurs
- 28 février 1916 - 11 janvier 1918 : Émile Dorand[6],[21]
- 12 janvier 1918[6] - 1920 : Albert Caquot
- 1920 - 1925 : Georges Fortrant[22]
- 1928 - 1933 : Albert Caquot
- 1974 - 1980 : Roger Guénod[23]

## Sources
- L'Aéronautique pendant la Guerre mondiale, Paris, Maurice de Brunoff, 1919 (lire en ligne), L'Évolution des avions français pendant la guerre, par le Colonel Dorand, p. 111-118
- Comité pour l'histoire de l'aéronautique, Un demi-sciècle d'aéronautique en France : Ouvrage introductif, t. 2, Département d'histoire de l'armement du Centre des hautes études de l'Armement, 2003 (lire en ligne)
- Comité pour l'histoire de l'aéronautique, Un demi-sciècle d'aéronautique en France : Les équipements, vol. 2, t. 5, Département d'histoire de l'armement du Centre des hautes études de l'Armement, 2004 (lire en ligne)
- [PDF] Les archives historiques de la DGAC, Direction générale de l'Aviation civile, 2009 (lire en ligne)
- Louis Bonte, L'Histoire des essais en vol, Paris, Éditions Larivière, coll. « Docavia » (no 3), 1975